# BBC Lifestyle
BBC Lifestyle er en international tv-kanal fra BBC som sender inspiration for hjemmet, mad, familien og livet. Kanalen er tilgængelig via satellit og IPTV. Kanalen ejes af BBC Worldwide.
| Fjernsyn | Spire Denne artikel om en tv-kanal er en spire som bør udbygges. Du er velkommen til at hjælpe Wikipedia ved at udvide den. |